# 2023年保加利亞議會選舉
2023年保加利亞議會選舉是於2023年4月2日舉行的保加利亞國會的提前選舉。

## 背景
2022年10月的保加利亞議會選舉是自2021年以來的第四次議會選舉，但國民議會仍然四分五裂，沒有任何政黨能夠組成執政聯盟。2022年12月14日議會以113票贊成、125票反對、2票缺席，否絕保加利亞歐洲發展公民黨 (GERB)推薦的總理候選人加布羅夫斯基。在三次授权组阁失败后，总统鲁门·拉德夫宣布于2023年4月2日举行提前选举，成為兩年內的第五次選舉。

## 选举制度
保加利亞國民議會240名国会议员通过31个多议席选区以开放名单比例代表制方式选举产生，每个选区有4至19席不等。取得席位的全国得票率门槛为4%。

## 結果
最終結果是GERB與「我們繼續變革 (政黨)-民主保加利亞聯盟」(PP-DB)勢均力敵，GERB僅以微弱優勢領先，復興、爭取權利和自由運動、为了保加利亚BSP也都進入議會，有這樣一個民族 (ITN)在2022年的選舉失去所有席次，但是本次選舉後重新進入議會。相对的保加利亞崛起未达得票門檻失去其全部席次。
下表得票比例以總票數為分母，但4%的得票門檻僅使用有效票數計算，而且不包括“以上皆非”的選票。因此，ITN獲得超過得票門檻的選票，贏得了席位，儘管實際得票率低於4%。
| 政党                                       | 政党                   | 票数      | %      | 席数 | +/– |
| ------------------------------------------ | ---------------------- | --------- | ------ | ---- | --- |
|                                            | 保加利亞歐洲發展公民黨 | 669,924   | 25.39  | 69   | +2  |
|                                            | PP-DB聯盟              | 621,069   | 23.54  | 64   | –9  |
|                                            | 復興                   | 358,174   | 13.58  | 37   | +10 |
|                                            | 爭取權利和自由運動     | 347,700   | 13.18  | 36   | 0   |
|                                            | 为了保加利亚BSP        | 225,914   | 8.56   | 23   | –2  |
|                                            | 有這樣一個民族         | 103,971   | 3.94   | 11   | +11 |
|                                            | 保加利亞崛起           | 77,420    | 2.93   | 0    | –12 |
|                                            | 其他                   | 124,957   | 4.74   | 0    | -   |
| 以上皆非                                   | 以上皆非               | 109,095   | 4.14   | –    | –   |
| 总共                                       | 总共                   | 2,638,224 | 100.00 | 240  | 0   |
|                                            |                        |           |        |      |     |
| 有效票数                                   | 有效票数               | 2,638,224 | 98.34  |      |     |
| 无效及空白票数                             | 无效及空白票数         | 44,617    | 1.66   |      |     |
| 总票数                                     | 总票数                 | 2,682,841 | 100.00 |      |     |
| 已登记选民／投票率                         | 已登记选民／投票率     | 6,862,409 | 39.09  |      |     |
| 资料来源：Electoral Commission of Bulgaria |                        |           |        |      |     |

## 後續
根據保加利亞憲法，總統魯門·拉德夫必須將組閣權交給議會中最大的政黨GERB。如果他不在7天內提議組建政府，或者該政府被議會否決，則將組閣權把交給第二大黨PP–DB，如果第二次授權也沒有產生政府，總統將向他選擇的任一政黨第三次授予組閣權。如果在所有三次都後沒有成功組成政府，則將安排新的選舉。
然而技術官僚內閣或又一次（第六次）提前選舉仍然是最有可能的結果，技術官僚內閣可能得到GERB與PP–DB的支持，但是GERB深陷其前官員被美國以全球馬格尼茨基人權問責法制裁的醜聞。GERB曾尋求部分PP–DB議員的支持，但PP–DB領導人表示他們不會支持GERB提議的政府。GERB也可能與爭取權利和自由運動和为了保加利亚BSP聯合組閣，但該組合被批評為「馬格尼茨基聯盟」因為三黨都有成員被馬格尼茨基法制裁。
5月22日GERB表示他們已經與PP-DB達成初步協議，該協議將至少持續18個月，總理職位將在兩黨間輪替，PP-DB的成員將先擔任總理，9個月之後換GERB擔任。但是5月26日GERB與PP-DB的協議影片被曝光，兩方有意讓GERB的前總理鮑里索夫免於審判，GERB隨後表示信任遭到破壞，將暫停與PP-DB的談判。儘管存在反對聲音，5月29日總統魯門·拉德夫仍授權PP-DB的總理候選人尼古拉·登科夫組閣，但敦促他归还组阁权，因为GERB與PP-DB的協議影片曝光已经使政府威信受损，PP批评魯門·拉德夫违宪，因为议会共和制国家的总统无权干涉组阁，并发起对总统的抗议游行。
5月31日，GERB和PP-DB宣布重新開始關於政府組建的談判，PP-DB和GERB領導人之間舉行了會議。6月2日登科夫表示已经就内阁成员达成新共识，新政府看起來将更專業。當天GERB、PP-DB還與争取權利和自由運動舉行了會議，討論了憲法的修改，争取權利和自由表示不会反对PP-DB与GERB轮流担任总理，并支持討論修改憲法的問題。
6月6日保加利亞國民議會批准了登科夫內閣。